# Burghaun
Burghaun é um município da Alemanha, situado no distrito de Fulda, no estado de Hesse. Tem 65,04 km² de área, e sua população em 2019 foi estimada em 6.364 habitantes.